# Girls Girls Girls (2022)
Girls Girls Girls (Originaltitel Tytöt tytöt tytöt, beides für „Mädchen Mädchen Mädchen“; internationaler englischsprachiger Titel Girl Picture) ist ein Jugendfilm von Alli Haapasalo, der Ende Januar 2022 beim Sundance Film Festival seine Premiere feierte und am 14. April 2022 in die finnischen Kinos kam. Tytöt tytöt tytöt wurde von Finnland als Beitrag für die Oscarverleihung 2023 als bester Internationaler Film eingereicht.

## Handlung
Mimmi und Rönkkö sind beste Freundinnen und arbeiten nach der Schule an einem Smoothie-Verkaufsstand. Hier reden sie ganz offen über ihre Erfahrungen in Sachen Liebe und Sex. Eines Tages verliebt sich Mimmi in die Eiskunstläuferin Emma.

## Produktion

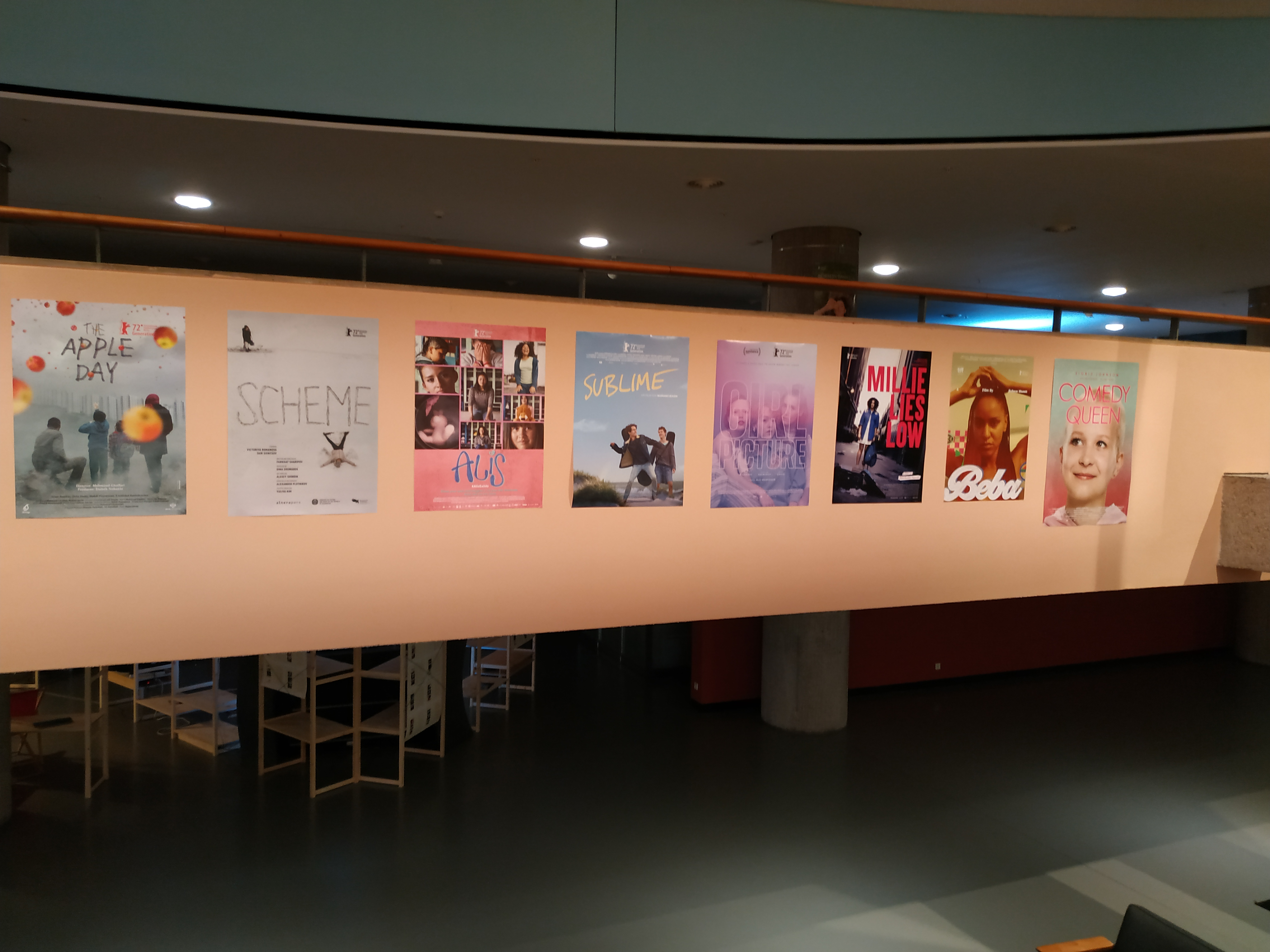
Im Februar 2022 wurde der Film bei der Berlinale in der Sektion Generation 14plus gezeigt

Regie führte Alli Haapasalo. Das Drehbuch schrieben Ilona Ahti und Daniela Hakulinen.
Erste Vorstellungen des Films erfolgten ab dem 24. Januar 2022 beim Sundance Film Festival. Ab dem 14. Februar 2022 wurde er im Rahmen der Filmfestspiele in Berlin in der Sektion Generation gezeigt. Am 14. April 2022 kam er in die finnischen Kinos. Ebenfalls im April 2022 wurde er beim Seattle International Film Festival gezeigt. Ende April, Anfang Mai 2022 erfolgten Vorstellungen beim Prague International Film Festival (Febiofest). Ende Mai, Anfang Juni 2022 wurde der Film beim Inside Out Toronto 2SLGBTQ+ Film Festival gezeigt, ebenso beim Kinder- und Jugendfilmfestival in Zlín. Im Juni 2022 sind Vorstellungen beim Sydney Film Festival geplant. Dort wurde Girl Picture im Programm „Europe! Voices of Women in Film“ gezeigt, das von dem paneuropäischen Netzwerk European Film Promotion zusammengestellt wurde und zehn europäischen Filmemacherinnen die Möglichkeit gibt, ihre Filme zu präsentieren. Am 12. August 2022 kam der Film in ausgewählte US-Kinos. Der Kinostart in Deutschland erfolgte am 23. Februar 2023. Girls Girls Girls wurde im Jahr 2023 zudem im Rahmen der SchulKinoWochen gezeigt, so im November 2023 in Berlin.

## Rezeption

### Kritiken
Von den bei Rotten Tomatoes aufgeführten Kritiken sind 98 Prozent positiv bei einer durchschnittlichen Bewertung mit 7,6 der möglichen 10 Punkte, womit er aus den 23. Annual Golden Tomato Awards als Erstplatzierter unter den Liebesfilmen des Jahres 2022 hervorging. Bei Metacritic erhielt der Film einen Metascore von 78 von 100 möglichen Punkten.

### Auszeichnungen
Der Film befindet sich in einer Vorauswahl für den Europäischen Filmpreis 2022. Zudem wurde Tytöt tytöt tytöt von Finnland als Beitrag für die Oscarverleihung 2023 in der Kategorie Bester Internationaler Film eingereicht. Im Folgenden eine Auswahl von Auszeichnungen und Nominierungen.
Cleveland International Film Festival 2022
- Nominierung im International Narrative Competition (Alli Haapasalo)[16]

Golden Tomato Awards 2023
- Auszeichnung als Bester Liebesfilm[17]

Internationale Filmfestspiele Berlin 2022
- Nominierung im Wettbewerb Generation 14plus[18]
- Nominierung für den Teddy Award in der Kategorie Spielfilm[19]

Jussis 2023
- Auszeichnung als Bester Film (Alli Haapasalo)
- Auszeichnung für die Beste Regie (Alli Haapasalo)
- Auszeichnung als Bright Spot of the Screen (Linnea Leino, auch für Witness the Fitness und Lapland Odyssey 4)
- Auszeichnung für das Beste Drehbuch (Ilona Ahti und Daniela Hakulinen)
- Auszeichnung für den Besten Filmschnitt (Samu Heikkilä)[20]

Nordische Filmtage Lübeck 2022
- Auszeichnung mit dem Kinder- und Jugendfilmpreis
- Auszeichnung mit dem Preis der Jugendjury[21]

Outfest Los Angeles 2022
- Auszeichnung mit dem Grand Jury Prize for Outstanding Performance in a International Narrative Feature (Aamu Milonoff)[22]

Sundance Film Festival 2022
- Auszeichnung mit dem Publikumspreis im World Cinema Competition – Dramatic[23]